# كولمان (ويسكونسن)
كولمان (بالإنجليزية: Coleman, Wisconsin)‏ هي قرية تقع في الولايات المتحدة في مقاطعة مارينيت (ويسكونسن). يقدر عدد سكانها بـ 724 نسمة ومساحتها 3.03 كم2 وترتفع عن سطح البحر 217 متر.

## التركيبة السكانية
قام مكتب تعداد الولايات المتحدة بتحديد بيانات التركيبة السكانية لكولمان في تعداد الولايات المتحدة. في ما يلي، التركيبة السكانية حسب تعدادي 2000 و2010.

### تعداد عام 2000
بلغ عدد سكان كولمان 716 نسمة بحسب تعداد عام 2000، وبلغ عدد الأسر 316 أسرة وعدد العائلات 199 عائلة مقيمة في القرية. في حين سجلت الكثافة السكانية 635.7 نسمة لكل ميل مربع (245.4/كم2). وبلغ عدد الوحدات السكنية 352 وحدة بمتوسط كثافة قدره 312.5 نسمة لكل ميل مربع (120.7/كم2).
وتوزع التركيب العرقي للقرية بنسبة 99.58% من البيض و 0.14% من سكان جزر المحيط الهادئ و 0.28% من عرقين مختلطين أو أكثر.
بلغ عدد الأسر 316 أسرة كانت نسبة 27.5% منها لديها أطفال تحت سن الثامنة عشر تعيش معهم، وبلغت نسبة الأزواج القاطنين مع بعضهم البعض 51.3% من أصل المجموع الكلي للأسر، ونسبة 8.9% من الأسر كان لديها معيلات من الإناث دون وجود شريك، وكانت نسبة 37.0% من غير العائلات. تألفت نسبة 32.6% من أصل جميع الأسر من أفراد ونسبة 16.1% كانوا يعيش معهم شخص وحيد يبلغ من العمر 65 عاماً فما فوق. وبلغ متوسط حجم الأسرة المعيشية 2.85، أما متوسط حجم العائلات فبلغ 2.26.
بلغ العمر الوسطي للسكان 42 عاماً. وكانت نسبة 23.9% من القاطنين تحت سن الثامنة عشر، وكانت نسبة 6.4% بين الثامنة عشر والأربعة وعشرون عاماً، ونسبة 25.8% كانت واقعةً في الفئة العمرية ما بين الخامسة والعشرون حتى والأربعة وأربعون عاماً، ونسبة 23.2% كانت ما بين الخامسة والأربعون حتى الرابعة والستون، ونسبة 20.7% كانت ضمن فئة الخامسة والستون عاماً فما فوق. يوجد لكل 100 أنثى 95.6 ذكر، ويوجد لكل 100 أنثى في الثامنة عشر من عمرها فما فوق 88.6 ذكر.
بلغ متوسط دخل الأسرة في القرية 35,703 دولار، أما متوسط دخل العائلة فبلغ 41,500 دولار. وكان متوسط دخل الذكور 33,594 دولار مقابل 21,250 دولار للإناث. وسجل دخل الفرد الخاص بالقرية 18,248 دولار. وكانت نسبة 3.7% من العائلات ونسبة 7.1% من السكان تحت خط الفقر، وكان من هؤلاء نسبة 9.5% تحت سن الثامنة عشر ونسبة 7.1% في الخامسة والستين من العمر وما فوق.

### تعداد عام 2010
بلغ عدد سكان كولمان 724 نسمة بحسب تعداد عام 2010، وبلغ عدد الأسر 315 أسرة وعدد العائلات 197 عائلة مقيمة في القرية. في حين سجلت الكثافة السكانية 624.1 نسمة لكل ميل مربع (241.0/كم2). وبلغ عدد الوحدات السكنية 343 وحدة بمتوسط كثافة قدره 295.7 لكل ميل مربع (114.2/كم2).
وتوزع التركيب العرقي للقرية بنسبة 95.3% من البيض و 1.0% من الأمريكيين الأصليين و 0.6% من الأمريكيين الأفارقة و 1.8% من عرقين مختلطين أو أكثر.
بلغ عدد الأسر 315 أسرة كانت نسبة 26.7% منها لديها أطفال تحت سن الثامنة عشر تعيش معهم، وبلغت نسبة الأزواج القاطنين مع بعضهم البعض 46.3% من أصل المجموع الكلي للأسر، ونسبة 9.2% من الأسر كان لديها معيلات من الإناث دون وجود شريك، بينما كانت نسبة 7.0% من الأسر لديها معيلون من الذكور دون وجود شريكة وكانت نسبة 37.5% من غير العائلات. تألفت نسبة 32.1% من أصل جميع الأسر من أفراد ونسبة 13.3% كانوا يعيش معهم شخص وحيد يبلغ من العمر 65 عاماً فما فوق. وبلغ متوسط حجم الأسرة المعيشية 2.86، أما متوسط حجم العائلات فبلغ 2.30.
بلغ العمر الوسطي للسكان 38.8 عاماً. وكانت نسبة 23.6% من القاطنين تحت سن الثامنة عشر، وكانت نسبة 8.2% بين الثامنة عشر والأربعة وعشرون عاماً، ونسبة 23% كانت واقعةً في الفئة العمرية ما بين الخامسة والعشرون حتى والأربعة وأربعون عاماً، ونسبة 28.1% كانت ما بين الخامسة والأربعون حتى الرابعة والستون، ونسبة 17% كانت ضمن فئة الخامسة والستون عاماً فما فوق. وتوزع التركيب الجنسي للسكان بنسبة 50.6% ذكور و49.4% إناث.